# Denis Šefik
Denis Šefik (Belgrado, 30 de dezembro de 1977) é um jogador de polo aquático sérvio-montenegrino, medalhista olímpico.

## Carreira
Denis Šefik fez parte dos elencos olímpicos de prata em Atenas 2004 e bronze em Pequim 2008. Em 2012 atuou por Montenegro.